# Manaus Futebol Clube
Il Manaus Futebol Clube, noto anche semplicemente come Manaus, è una società calcistica brasiliana con sede nella città di Manaus, capitale dello stato dell'Amazonas.

## Storia
Il club è stato fondato il 5 maggio 2013 e nello stesso anno ha partecipato alla sua prima competizione professionistica, ovvero il Campeonato Amazonense Segunda Divisão (equivalente della seconda divisione statale), il quale ha vinto dopo aver trionfato in entrambi i turni del campionato contro il CDC Manicoré e il Nacional Borbense, venendo così promosso per la prima volta nella massima divisione statale. Nel 2017, il club ha vinto il suo secondo titolo professionistico, il Campionato Amazonense, dopo la vittoria di 0-1 all'andata e il pareggio di 1-1 al ritorno contro il Nacional, qualificandosi così per la Coppa del Brasile, Campeonato Brasileiro Série D e per la Copa Verde dell'anno successivo.

## Palmarès

### Competizioni statali
- Campionato Amazonense: 5

2017, 2018, 2019, 2021, 2022
- Campeonato Amazonense Segunda Divisão: 1

2013

### Altri piazzamenti
- Campeonato Brasileiro Série D:

Promozione: 2019
- Copa Verde:

Semifinalista: 2018, 2020